# Citrullus

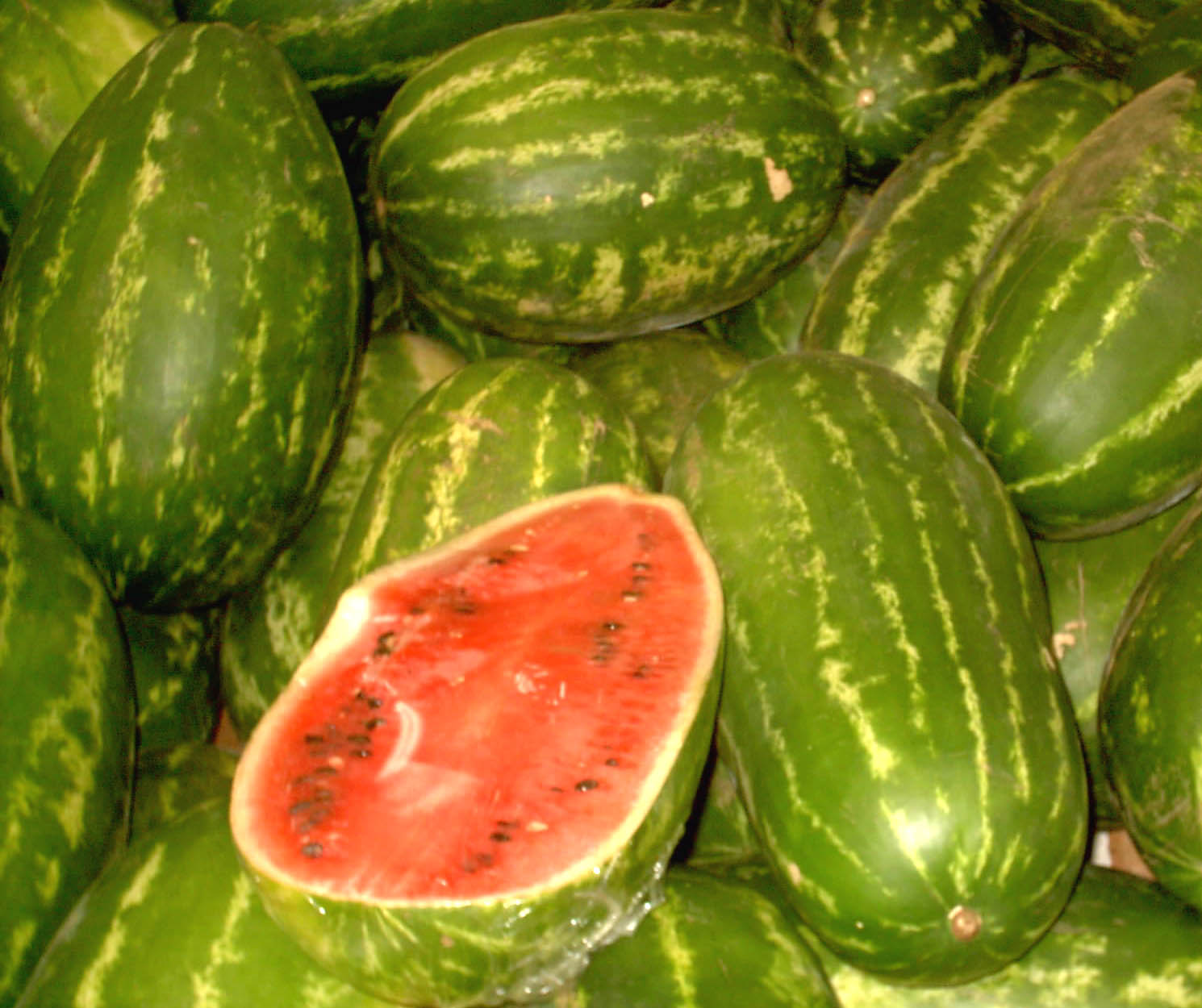
Wassermelone (Citrullus lanatus var. lanatus), Früchte

Citrullus (deutsch Zitrulle) ist eine kleine Pflanzengattung aus der Familie der Kürbisgewächse (Cucurbitaceae). Ihre sieben Arten haben natürliche Verbreitungsgebiete in Afrika und im tropischen Asien. Am bekanntesten ist die Wassermelone (Citrullus lanatus). Molekulare Daten, insbesondere DNA-Sequenzen der Typus-Aufsammlung von Citrullus lanatus, entdeckt von Thunberg 1773 nahe Kapstadt, zeigen, dass diese Pflanze eine Bittermelone war und nicht nahe mit der heutigen Wassermelone verwandt ist (Chomicki und Renner, 2014). Die Schwesterart von Citrullus lanatus ist Citrullus mucosospermus (Fursa) Fursa aus Westafrika, während die Schwesterart von Citrullus colocynthis die südafrikanische Citrullus ecirrhosus Cogn. ist.

## Beschreibung
Die Citrullus-Arten sind kriechende bis kletternde, einjährige oder mehrjährige krautige Pflanzen. Die Stängel sind behaart. Ihre wechselständigen, gestielten, einfachen Laubblätter sind drei- bis fünflappig, tief eingeschnitten und häufig weiter unterteilt. Nebenblätter fehlen. Es werden einfache oder verzweigte Ranken ausgebildet.
Manche Arten sind einhäusig getrenntgeschlechtig (monözisch), andere zweihäusig (diözisch).
Die einzeln stehenden, eingeschlechtigen Blüten sind fünfzählig und radiärsymmetrisch. Die fünf Kelchblätter sind glockenförmig verwachsen. Die fünf gelben Kronblätter sind bis etwa zur Mitte verwachsen. Die männlichen Blüten enthalten drei freie Staubblätter. Die weiblichen Blüten enthalten drei Staminodien und einen behaarten, unterständigen Fruchtknoten mit einem Griffel und einer dreigelappten Narbe.
Die oft fast kugelige Frucht ist eine Beere. Sie enthält viele große, flache, glatte, weiße oder dunkle Samen, die früher als (humoralpathologisch „kaltes“) Heilmittel Verwendung fanden. (Mit den Cucumer-, Cucurbita- und Melonensamen gehörten die Citrullussamen zu den Semina quatuor frigidorum majorum).

## Systematik
In der Gattung Citrullus (von italienisch citrullo: „kleine Zitronengurke“) gibt es sieben Arten:
- Koloquinte (Citrullus colocynthis (L.) Schrad.): Diese mehrjährige Art wird in vielen Ländern kultiviert und ist auch verwildert.
- Citrullus ecirrhosus Cogn.: Heimat ist die Capensis.
- Wassermelone (Citrullus lanatus (Thunb.) Matsum. & Nakai) mit Wildformen im südlichen Afrika und z. T. kultiviert in Südfrankreich.
- Citrullus rehmii De Winter: Heimat ist Namibia.
- Citrullus naudinianus (Sond.) Hook.f.: Sie kommt im südlichen Afrika vor.[4]
- Citrullus mucosospermus (Fursa) Fursa: Sie kommt in Ghana und in Benin vor.[4]
- Citrullus amarus Schrad.: Sie ist im südlichen Afrika beheimatet.[4]

Der Trivialname Tsamma-Melone wird sowohl für Citrullus ecirrhosus als auch für Citrullus amarus verwendet.